# Kevin Skinner
Kevin Lawrence Skinner (Dunedin, 24 novembre 1927 – Auckland, 21 luglio 2014) è stato un rugbista a 15 e pugile neozelandese, pilone degli All Blacks tra il 1949 e il 1956.

## Biografia
Gli inizi della carriera sportiva di Skinner lo videro impegnato sia nel rugby che nel pugilato professionistico: in tale disciplina fu, infatti, campione provinciale di Otago nel 1946 e nazionale nel 1947 nella categoria dei pesi massimi; dopo tale vittoria si dedicò completamente al rugby, disciplina nella quale rappresentò in maggior parte la provincia di Otago.
Esordì negli All Blacks a livello di test match nel 1949 durante il tour neozelandese in Sudafrica, che si risolse con quattro vittorie su quattro incontri degli Springbok.
Un anno più tardi fu pilone titolare nella squadra che affrontò e vinse 3-0 (tre vittorie e un pareggio) la serie contro i British Lions in tour in Australasia e, nel 1951, conquistò la Bledisloe Cup durante il tour in Australia.
Dopo il tour in Europa del 1953-54 (ultimo incontro, una sconfitta 0-3 al Parco dei Principi contro la Francia), Skinner abbandonò l'attività agonistica e si dedicò all'agricoltura, giocando solo occasionalmente; ma due anni più tardi fu chiamato in squadra durante il tour sudafricano del 1956; la serie, quando Skinner rientrò in squadra, era sull'1-1 e nella terza partita, avvertito del fatto che nei primi due incontri la prima linea degli Springbok aveva praticato gioco intimidatorio, alla prima scorrettezza in touche del pilone avversario Chris Koch lo avvertì di non provare a farlo di nuovo e, quando questi, invece, lo rifece, Skinner lo colpì duramente, riservando lo stesso trattamento all'altro pilone Jaap Bekker, autore di altre provocazioni al limite del regolamento; la Nuova Zelanda vinse la partita e, nell'ultimo incontro della serie, ad Auckland il 1º settembre 1956, Kock e Bekker tentarono di vendicarsi: Bekker, durante una mischia, tentò di colpire Skinner con un calcio, ma centrò per errore Richard "Tiny" White alla schiena, causandone l'uscita dal campo in barella; solo nel 1999, poco prima di morire, Bekker raccontò di essere stato lui l'autore del gesto che mise fine alla carriera internazionale di White.
Quello fu l'ultimo incontro in assoluto di Skinner.
Più recentemente, con l'istituzione nel 1990 della New Zealand Sports Hall of Fame, Skinner figurò tra i rugbisti ivi ammessi.
Skinner morì ad Auckland a 86 anni il 21 luglio 2014.